# 丹砂街道
丹砂街道，是中华人民共和国贵州省遵义市务川仡佬族苗族自治县下辖的一个街道办事处。
2016年1月29日，贵州省人民政府批复同意务川自治县部分乡镇行政区划调整，新设置的丹砂街道辖原都濡镇杨村村、原大坪镇官学村和镇南镇桃符村，街道办事处驻杨村村。

## 行政区划
丹砂街道下辖以下地区：
杨村、桃符村和官学村。